# Monget
Monget – miejscowość i gmina we Francji, w regionie Nowa Akwitania, w departamencie Landy.
Według danych na rok 1990 gminę zamieszkiwały 102 osoby, a gęstość zaludnienia wynosiła 18 osób/km² (wśród 2290 gmin Akwitanii Monget plasuje się na 1074. miejscu pod względem liczby ludności, natomiast pod względem powierzchni na miejscu 1384.).